# Milo H. Matteson
Milo Howard Matteson, amerišli jahač in častnik, * 2. september 1901, Eyota, Minnesota, Združene države Amerike, † 1. februar 1978, Monterey, Kalifornija.
Matteson je bil jahač na poletnih olimpijskih igrah 1936. Z jahaško ekipo Kopenske vojske ZDA je kasneje sodeloval tudi na drugih prireditvah ter napredoval do položaja poveljnika 124. konjeniškega polka, zadnjega konjeniškega polka v ameriški vojski. Polk je bil med  drugo svetovno vojno poslan v Burmo.
Po koncu vojne je bil premeščen nazaj v ZDA da bi pripravil ekipo za nastop na poletnih olimpijskih igrah 1948, vendar je njegovo tekmovalno kariero prekinila nesreča leta 1947, v kateri si je zlomil hrbtenico. Po upokojitvi je znova deloval kot trener in vodja ameriške konjeniške ekipe, tokrat za nastop na poletnih igrah 1956. S položaja je odstopil zaradi nesoglasja pri imenovanju članov ekipe.